# 董訥
董訥（17世纪？—1689年），字兹重，山東平原人，清朝官員。

## 生平
康熙六年（1667年）丁未科一甲第三名進士（探花），授翰林院編修。康熙二十六年（1687年）接替王新命擔任兩江總督。康熙二十七年（1688年）降五級調任，當地人民為其立生祠祭祀。次年，聖祖南巡，當地有人执香跪在董訥生祠之前，請求讓董訥復官，重回江南。聖祖回京，對其笑言：“汝官江南惠及民，民为汝建小庙。”於是董訥以侍讀學士复出，任漕運總督。不久卒，朝廷賜祭葬。《清史稿》有傳。

## 著作
著有《西臺奏議》、《两江疏草》、《督漕疏草》、《柳村集》十二卷及《华琯集》六卷。

## 家族
子董思凝，康熙二十七年（1688年）進士；孫董元度，乾隆十七年（1752年）進士。

## 外部連結
- 董元度及其家族 平原新聞網

| 官衔          | 官衔                                                                                 | 官衔          |
| ------------- | ------------------------------------------------------------------------------------ | ------------- |
| 前任： 王新命 | 兩江總督 康熙二十六年三月己丑－康熙二十七年三月丁酉 （1687年4月22日－1688年4月24日） | 繼任： 傅拉塔 |